# 계명대학교 경주동산병원
계명대학교 경주동산병원(啓明大學校 慶州東山病院, Keimyung University KyungJu Dongsan Medical Center)은 계명대학교 학교 법인 산하의 병원이다. 병상수가 98병상으로 종합병원 조건에 근소하게 미달되어 1차 병원으로 지정되이 있다.